# Oosterbroek (Groningen)
Oosterbroek – gmina w Holandii, w prowincji Groningen, istniejąca w latach 1965–1991.

## Historia
Gmina Oosterbroek powstała w 1965 roku z połączenia gmin Noordbroek i Zuidbroek. W 1990 roku do gminy przyłączono Meeden i Muntendam. W 1991 roku Oosterbroek przekształcono w gminę Menterwolde.